# Калимнос (округ)
Округ Калимнос (грч.  - periferiakí enótita Kalimnou) је округ у периферији Јужни Егеј у југоисточној Грчкој. Управно средиште округа је град Потија на острву Калимнос, које је средишње у округу. Округ обухвата веће острво Калимнос, 5 осредњих (Агатонизи, Астипалија, Липси, Лерос и Патмос) и више мањих острва и хриди, суштински северни и западни део Додеканеза.
Округ Калимнос је успостављен 2011. године на поделом некадашње префектуре Додеканез на 5 округа.

## Природне одлике
Округ Калимнос је острвски округ у југоисточном делу Грчке, који обухвата веће острво Калимнос, пет осредњих (Агатонизи, Астипалија, Липси, Лерос и Патмос) и више мањих острва и хриди, која су смештена у југоисточном делу Егејског мора. Дата острва су удаљенија од грчког копна, али су зато близу турског (Мала Азија).
Острва су махом планинска. Острва ближа копну (нпр. Калимнос и Лерос) имају подземне изворе воде, па су са значајним растињем и погоднија за живот. Друга острва, удаљенија д копна (нпр. Астипалија), су са мало воде, па су већином под голетима.
Клима у округу је средоземна.

## Историја
Погледати: Калимнос

## Становништво
По последњим проценама из 2001. године округ Калимнос је имао близу 30.000 становника, од чега чак 60% живи на острву Калимнос, а 30% на острву Лерос. Такође, око 1/2 окружног становништва живи у седишту округа, граду Потији.
Етнички састав: Главно становништво округа су Грци. Мањина нема.
Густина насељености је око 99 ст./км², што је изнад просека Грчке (око 80 ст./км²). Међутим, постоје велике разлике између појединих острва, па је нпр. Калимнос 9 пута гушће насеље него Астипалија.

## Управна подела и насеља
Округ Калимнос се дели на 6 општина (број је ознака општине на карти):
1. Агатонизи - 2
2. Астипалија - 3
3. Калимнос - 4
4. Лерос - 9
5. Липси - 8
6. Патмос - 12

Град Потија је највеће насеље и седиште округа и једино његово велико насеље (> 10.000 ст.).

## Привреда
Становништво округа Калимнос је традиционално било окренуто поморству и средоземној пољопривреди (агруми, маслине). Иако су дате делатности и данас развијене, оне су у сенци туризма. Током протеклих деценија округ је постао туристичко одредиште у Грчкој.